# Fabbrico

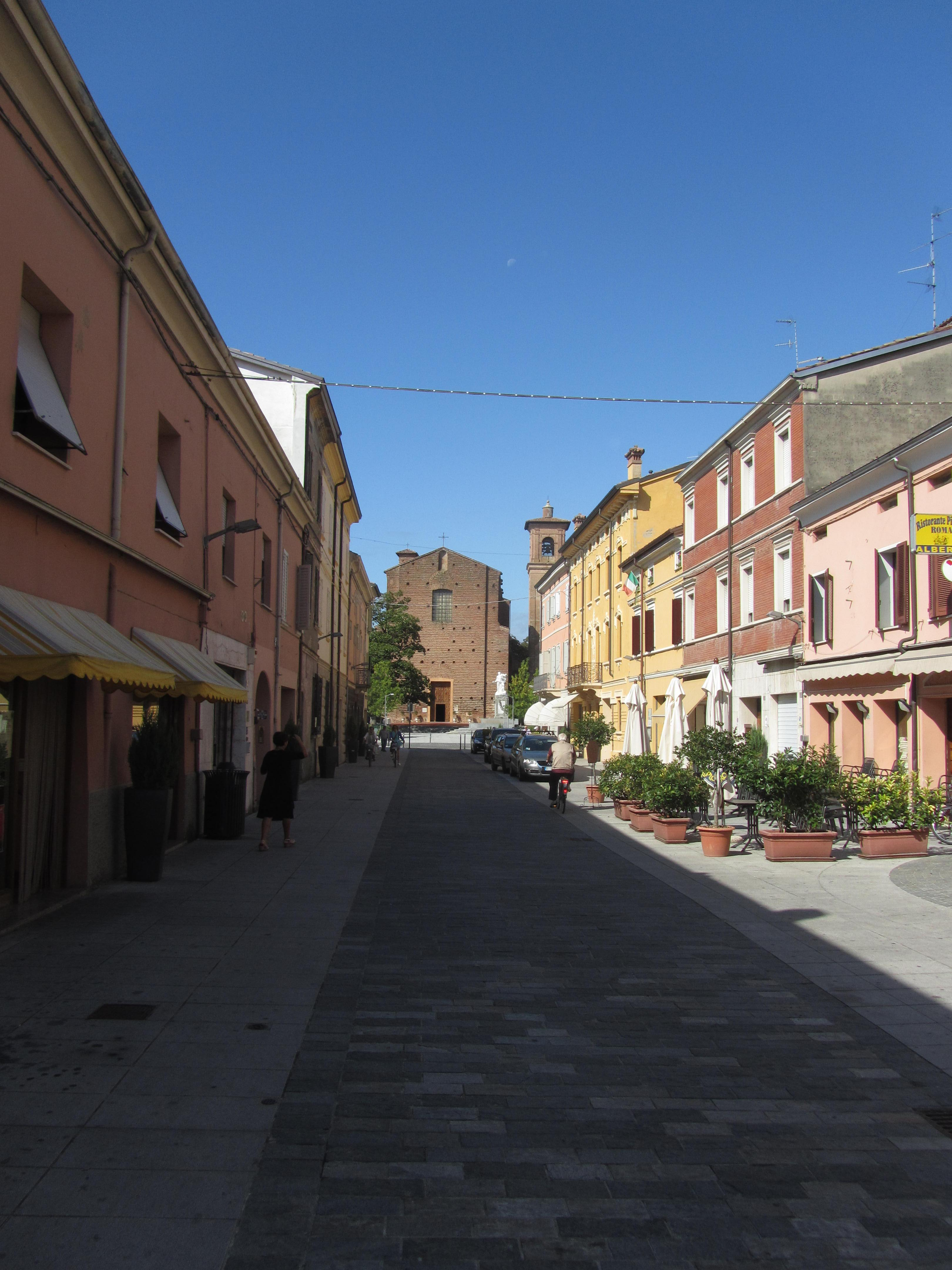
Via Roma in Fabbrico

Fabbrico ist eine norditalienische Gemeinde (comune) mit 6788 Einwohnern (Stand 31. Dezember 2023) in der Provinz Reggio Emilia in der Emilia-Romagna. Die Gemeinde liegt etwa 23,5 Kilometer nordöstlich von Reggio nell’Emilia und grenzt unmittelbar an die Provinz Modena.

## Geschichte
772 wird die Ortschaft Fabbrico erstmals urkundlich erwähnt.

## Wirtschaft
In Fabricco hat der Landmaschinenhersteller ARGO seinen Sitz. Im Ort werden Traktoren der Marken Landini und McCormick gebaut.

## Verkehr
Gemeinsam mit den Gemeinden Rolo und Novi di Modena besteht ein Bahnhof an der Bahnstrecke Verona-Mantua-Modena. Östlich der Gemeinde verläuft die Autostrada A22 von Modena nach Norden Richtung Brenner.